# 春日美奈子
春日 美奈子（かすが みなこ、1959年4月4日 - ）は、日本のフリーアナウンサー、少年犯罪評論家、鎌倉女子大学児童学部児童学科教授。

## 来歴・人物
| 年表                  | 経歴 |
| --------------------- | --- |
| 1959年4月4日          | 長野県出身 |
| 1983年3月             | 國學院大學卒業、國學院大学大学院法学研究科法律学専攻修士課程修了                                                  |
| 1983年4月             | 群馬テレビにアナウンサーとして入社                                                                                |
| 1985年4月             | 同局を退社しテレビ静岡に移籍、それぞれ地元ローカルニュース番組（FNNテレビ静岡スーパータイム等）のキャスターを担当 |
| 1989年4月             | テレビ静岡を退社しテレビ東京へ移籍                                                                                |
| 1989年4月 - 1995年3月 | 『TXNニュース THIS EVENING』土・日曜日メインキャスター ※途中2年は、一旦番組を離れていた                           |
| 1991年4月 - 1992年3月 | 『ビジネスマンNEWS』サブキャスター                                                                                |
| その他                | 『TXNニュース』シフト勤務キャスター                                                                               |
| 1995年3月             | 同局を退社し、フリーに転向                                                                                        |
| 同局退社後            | 少年の非行・犯罪などの取材活動を中心に行っており、講演活動も                                                      |
| その他                | 著書に『愛をください』がある                                                                                      |